# Railway Chateau Cemetery
Railway Chateau Cemetery is een Britse militaire begraafplaats met gesneuvelden uit de Eerste Wereldoorlog, gelegen in het Belgische dorp Vlamertinge, een deelgemeente van Ieper. De begraafplaats ligt 2,4 km ten oosten van de kerk van Vlamertinge en 2 km ten westen van de Grote Markt van Ieper. Via een brugje, een hekken en een pad van zo'n 50 m lang komt men bij deze kleine begraafplaats die ontworpen is door William Cowlishaw. Het terrein is 445 m² groot. Het Cross of Sacrifice staat aan het einde van het pad waar men de plaats betreedt.
Er liggen 105 Britten begraven.

## Geschiedenis
Oorspronkelijk werd deze begraafplaats St. Augustine Street Cabaret Cemetery of L.4 Post Cemetery genoemd. Maar omdat vlakbij een kasteel lag, dat door de Britten Railway Chateau werd genoemd (er liep een smalspoor langs), werd deze begraafplaats bekend onder haar huidige naam. Ze werd gestart in november 1914 en werd met onderbrekingen gebruikt tot het najaar van 1917 (Derde Slag om Ieper). Er rusten 105 Britten, waarvan 6 niet meer geïdentificeerd konden worden. Zij behoorden tot verschillende regimenten omdat zij tijdens deze periode, vanuit de slagvelden rondom Ieper werden verzameld. Een Frans graf werd later verwijderd.

## Onderscheiden militair
- J.W. Banner, soldaat bij het Worcestershire Regiment ontving de Distinguished Conduct Medal (DCM).

De begraafplaats werd in 2009 als monument beschermd.